# Ла-Деми
Ла-Деми́ (фр. La Demie) — коммуна во Франции, находится в регионе Франш-Конте. Департамент — Верхняя Сона. Входит в состав кантона Норуа-ле-Бур. Округ коммуны — Везуль.
Код INSEE коммуны — 70203.

## География

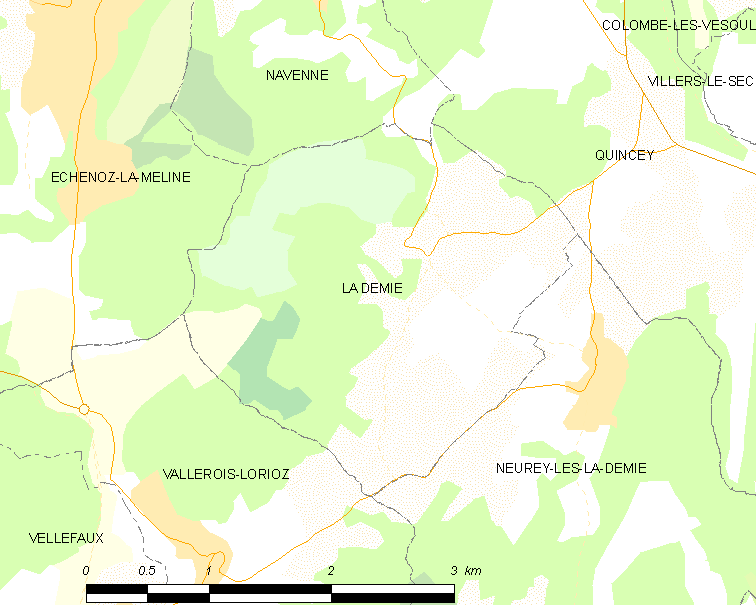
Карта коммуны

Коммуна расположена приблизительно в 320 км к юго-востоку от Парижа, в 40 км севернее Безансона, в 5 км к югу от Везуля.

## Население
Население коммуны на 2010 год составляло 138 человек.
| 1962 | 1968 | 1975 | 1982 | 1990 | 1999 | 2010 |
| ---- | ---- | ---- | ---- | ---- | ---- | ---- |
| 76   | 71   | 53   | 97   | 89   | 66   | 138  |

## Администрация
| Период | Период | Фамилия         | Партия | Примечания |
| ------ | ------ | --------------- | ------ | ---------- |
| 2001   | 2005   | Мишель Дюссоси  |        |            |
| 2005   | 2014   | Мари-Пьер Пагжи |        |            |

## Экономика
В 2010 году среди 96 человек трудоспособного возраста (15—64 лет) 74 были экономически активными, 22 — неактивными (показатель активности — 77,1 %, в 1999 году было 78,7 %). Из 74 активных жителей работали 67 человек (38 мужчин и 29 женщин), безработными было 7 (3 мужчин и 4 женщины). Среди 22 неактивных 3 человека были учениками или студентами, 15 — пенсионерами, 4 были неактивными по другим причинам.

## Достопримечательности
- Придорожный крест Св. Антония (1616 год). Исторический памятник с 1959 года[3]